# Praia Grande
Praia Grande là một thành phố Brasil. Thành phố này thuộc bang São Paulo. Dân số theo điều tra năm 2010 của Viện Địa lý và Thống kê Brasil là 249.551 người. Đây là thành phố đông dân thứ 101 của Brasil.